# دشمن مردم (فیلم ۱۹۳۱)
دشمن مردم (به انگلیسی: Public Enemy) (دشمنان مردم در بریتانیا) فیلم صدادار پیشاکد در ژانر گنگستری است.
کارگردان فیلم ویلیام ولمن و بازیگران اصلی آن جیمز کاگنی، جین هارلو، ادوارد وودز، دانالد کوک و جون بلوندل هستند.
فیلمنامه بر اساس رمانِ منتشر نشده آبجو و خون، نوشته دو روزنامه‌نگار سابق («جان برایت» و «کوبک گلاسمون») است که در شیکاگو شاهد رقابت‌های آل کاپون و سایر دسته‌ها بودند. در سال ۱۹۹۸، دشمن مردم به خاطر «اهمیت فرهنگی، تاریخی، یا زیبایی‌شناسانه» برای نگهداری در فهرست ملی ثبت فیلم کتابخانه کنگره انتخاب شد.

## دربارهٔ فیلم

صحنه‌ی بحث‌برانگیزی در فیلم که جیمز کَگنی گریپ‌فروت را با خشم به صورت دوست دخترش می‌کوبد.

نخستین فیلم مهم کاگنی که شمایل سینماییِ او را تثبیت کرد. این فیلم سرگذشت تبهکاری زیرک و زبان باز است که از خشونت لذت می‌برد، دشمن مردم در کنار دو فیلم دیگر یعنی سزار کوچک (۱۹۳۱ - مروین لیروی) و صورت زخمی (۱۹۳۲ - هاوارد هاکس) تأثیر بسیار فراوانی بر سینمای گانگستری گذاشت.

## خلاصه داستان
در دوران بحران اقتصادی آمریکا دو نوجوان از دله‌دزدی آغاز می‌کنند و پس از چند سال دَم‌ودستگاهی به هم می‌زنند. گانگسترهای رقیب، که عرصه را بر خود تنگ می‌بینند، با آنها می‌ستیزند….